# Batalla de Kolín
La batalla de Kolín, parte de la guerra de los Siete Años, tuvo lugar el 18 de junio de 1757, en la que una fuerza de 44 000 austriacos al comando de Leopold Joseph von Daun vencieron a un ejército de 32 000 prusianos dirigidos por Federico El Grande. Los prusianos perdieron la batalla y casi 14 000 hombres, los austriacos tuvieron 9000 bajas.

## Antecedentes
Federico II había ganado una batalla contra Austria y se encontraba ahora sitiando Praga. El general Daun no había podido llegar a tiempo para participar en la batalla de Praga, pero logró sumar a sus fuerzas 16 000 hombres que pudieron escapar de esta batalla. Con este ejército se desplazó lentamente para brindar ayuda a Praga y forzando a las fuerzas prusianas a dividirse.
Federico II quedó al mando de un bloque de 32 000 hombres para interceptar a Daun. Los austriacos, sabedores de que las fuerzas prusianas estaban demasiado débiles como para poder mantener simultáneamente el sitio de Praga y a Daun alejado de Praga durante un tiempo prolongado (o enfrentar al ejército austriaco reforzado por la guarnición de Praga), decidieron establecer posiciones defensivas en las colinas cerca de Kolín. Federico II fue así forzado a atacar a los austriacos. Los informes sobre la magnitud de la fuerza austriaca son algo confusos: mientras que algunos mencionan 44 000 hombres, en otros se habla de 65 000 hombres. El campo de batalla en Kolín se trataba de colinas con perfiles suaves.
El plan de Federico II era rodear el ala derecha de los austriacos utilizando el grueso de su ejército. En las secciones directamente enfrentadas a las líneas austriacas (ala derecha y centro de los prusianos) solo mantuvo tropas en cantidad suficiente como para esconder la concentración de tropas en el ala izquierda prusiana. La fuerza principal de los prusianos iba a girar hacia la derecha hacia los austriacos para atacar su flanco derecho. El ala izquierda de los prusianos contaría entonces en dicha zona con un número de combatientes muy superior al de los austriacos. Luego que el ala derecha de los austríacos fuera derrotada, se terminaría de definir la batalla.

## Batalla
La fuerza principal de Federico II giró hacia los austriacos demasiado pronto y atacó sus posiciones defensivas por el frente en vez de por su lateral. La infantería ligera croata de los austríacos jugó un importante papel en esto; al acosar a la infantería prusiana al mando de los generales von Manstein y Tresckow, los incitaron a lanzar el ataque en forma prematura.
Las disgregadas columnas prusianas se lanzaron a una serie de ataques faltos de coordinación, cada uno de ellos contra fuerzas que los superaban en número. Por la tarde, luego de combatir durante cinco horas, los prusianos estaban desorientados y las tropas de Daun los estaban repeliendo y forzando a desplazarse.
Los coraceros prusianos al mando del coronel von Seydlitz (ascendido a mayor general ese mismo día) finalmente hicieron su aparición. Hubo numerosas cargas y contraataques en la colina cercana al pueblo de Křečhoř. El primer batallón de guardias al mando del General von Tauentzien salvó al ejército prusiano de una derrota de mayores proporciones al cubrir la retirada prusiana.

## Resultados
Esta batalla fue la primera derrota de Federico II en esta guerra. Este desastre le forzó a abandonar sus planes de marchar sobre Viena, a dejar el sitio de Praga y a replegarse hacia Litoměřice. Los austriacos, reforzados con 48 000 soldados de la guarnición de Praga, los siguieron con un ejército que ahora comprendía 100 000 hombres y atacaron al príncipe Augusto Guillermo de Prusia, que se estaba retirando en forma excéntrica en Zittau, infligiéndole importantes pérdidas. El rey se vio obligado a abandonar Bohemia.
Federico II culpó a sus generales por la derrota, por ejemplo, al príncipe Moritz de Anhalt-Dessau, pero la mayor responsabilidad y equivocación fue del mismo Federico, quien decidió lanzar un ataque contra un oponente que tenía una neta superioridad numérica y además eligió una estrategia arriesgada. En otras batallas Federico II había ganado utilizando la misma estrategia de ataque por los flancos, pero el ejército austriaco a las órdenes de Daun no solo soportó los asaltos de los prusianos, sino que también supo elegir el momento correcto para lanzar un contraataque.